# クーヴィオ
クーヴィオ（伊: Cuvio）は、イタリア共和国ロンバルディア州ヴァレーゼ県にある、人口約1,600人の基礎自治体（コムーネ）。

## 地理

### 位置・広がり

#### 隣接コムーネ
隣接するコムーネは以下の通り。
- アッツィオ
- バラッソ
- カザルツイーニョ
- カステッロ・カビアーリオ
- コックイオ＝トレヴィザーゴ
- コメーリオ
- クヴェーリオ
- ガヴィラーテ
- オリーノ

### 地震分類
イタリアの地震リスク階級 (it) では、4 に分類される
。